# Паткин, Владимир Леонидович
Влади́мир Леони́дович Па́ткин (8 декабря 1945, Бобров, Воронежская область, РСФСР, СССР) — исполнительный директор Всероссийской федерации волейбола, советский волейболист и тренер. Заслуженный мастер спорта СССР (1975). Заслуженный тренер СССР (1980). Заслуженный работник физической культуры Российской Федерации.

## Биография
Выступал за команды «Динамо» (Воронеж) (до 1969), «Динамо» (Иркутск) (1969—1970), ЦСКА (1970—1974). Чемпион СССР 1971—1974, обладатель Кубка СССР 1972, победитель Кубка европейских чемпионов 1973, 1974. Серебряный призёр Спартакиады народов СССР 1971 в составе сборной Москвы. Победитель чемпионата дружественных армий 1973.
В составе сборной СССР стал чемпионом Европы 1971, бронзовым призёром Олимпийских игр 1972.
В 1975—1982 тренер мужской сборной СССР, чемпиона Европы 1975, 1977, 1979, 1981, чемпиона Олимпийских игр 1980, чемпиона мира 1978, 1982, победителя Кубка мира 1981.
В 1983—1987 старший тренер женской сборной СССР, чемпиона Европы 1985, серебряного призёра европейских первенств 1983, 1987, бронзового призёра Кубка мира 1985.
Тренер женской сборной команды мира «Все звёзды» 1985.
С 1987 года государственный тренер Спорткомитета СССР, генеральный секретарь Федерации волейбола СССР. С 1995 член Административного совета Европейской конфедерации волейбола. С 1992 — генеральный секретарь, а с 2012 — исполнительный директор Всероссийской федерации волейбола.
Награждён орденом «Знак Почёта», медалью ордена «За заслуги перед Отечеством» I (2025) и II (2005) степеней.

## Память
В родном его городе Боброве ДЮСШ в 2020 году было присвоено имя Паткина.

## Источник
- Волейбол: Энциклопедия / Сост. В. Л. Свиридов, О. С. Чехов. — Томск: Компания «Янсон», 2001.